# 资田郡
资田郡，中国南北朝时设置的郡。
北周置，治所在盐水县（今湖北省长阳土家族自治县西）。辖境相当今湖北省长阳土家族自治县西部、恩施县东北部、巴东县南部。隋朝初年废。 